# Храм Вознесения Господня (Улан-Удэ)
Храм Вознесе́ния Госпо́дня (Свято-Вознесенский храм, Вознесенская церковь) — православная церковь, один из памятников архитектуры XVIII века, была возведена в 1798 году в городе Верхнеудинск (с 1934 года — Улан-Удэ).
Расположена в Октябрьском районе города в историческом районе Заудинская слобода.

## История
Первоначальный храм был построен в 1789 году на правом берегу реки Уды под Батарейной горой и именовался церковью во имя Первоверховных Апостолов Петра и Павла. На основании указа от 6 июля 1806 года Иркутской духовной консистории храм был перенесён в 1809 году в Заудинскую слободу, на левый берег Уды на слободское кладбище. В 1811 году освящён нижний придел во имя Архангела Михаила, в 1816 году состоялось освящение главного верхнего придела в честь Вознесения Господня.
В 1842 году в Верхнеудинскую Вознесенскую кладбищенскую церковь «тщанием прихожан заведён колокол в 22 пуда», и поступило Евангелие от великих князей Николая Николаевича и Михаила Николаевича.
В середине XIX века здание церкви уже считалось ветхим. В 1851 году было получено разрешение на строительство новой колокольни. В 1907 году храм Вознесения Господня был обновлён и вновь освящён.
В послереволюционное время на волне антирелигиозной политики в СССР 8 апреля 1929 года здание Свято-Вознесенского храма было отчуждено государству,, а впоследствии было снесено слободское кладбище.
К концу Великой Отечественной войны, Постановление Совета Народных Комиссаров Бурят-Монгольской АССР за № 194 от 4 мая 1945 года, храм был передан Русской Православной Церкви. После окончания капитального ремонта 4 января 1951 года по благословению епископа Иркутского и Читинского Палладия (Шерстенникова) состоялось освящение главного придела Свято-Вознесенской церкви.
В начале 1980-х годов с южной стороны был возведён и освящён придел во имя Святителя Иннокентия Иркутского.
До 28 декабря 1991 года, с началом богослужений в церкви Святой Троицы, Вознесенская церковь оставалась единственным действующим православным храмом во всей Бурятии. 27 сентября 2004 года митрополит Кирилл в ходе официального визита в епархию узнав, что Свято-Вознесенский храм был многие десятилетия единственным храмом на всей территории республики, развернул ход визита и посетил церковь.
На протяжении 2010 года проведена полная реконструкция здания, совершили освящение новых крестов и куполов. В внутреннем убранстве храма разместили новый иконостас и украшения. Новый облик стилизирован на тему киевской архитектуры.

## Галерея

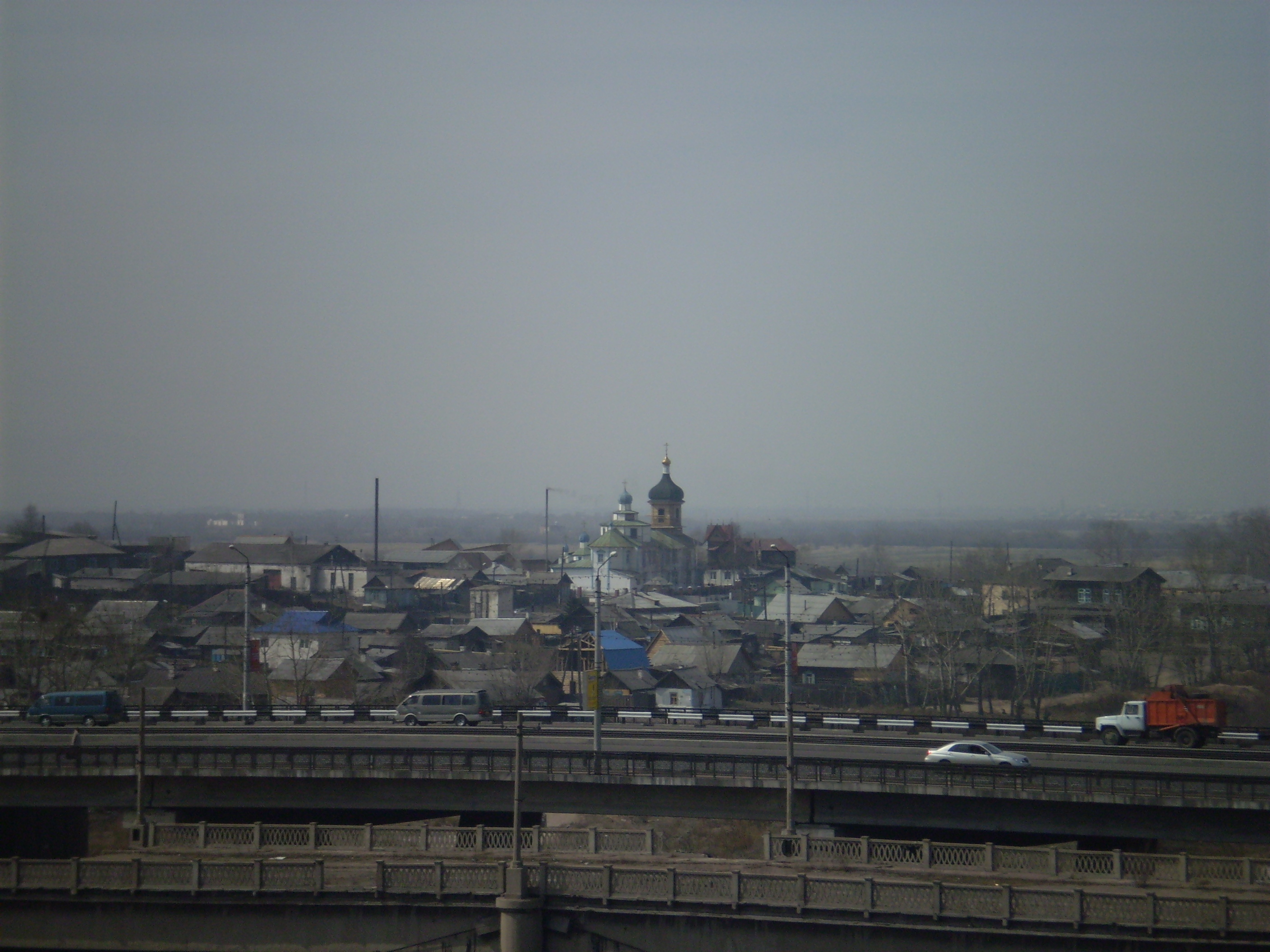
Вид до реконструкции 2010 г.
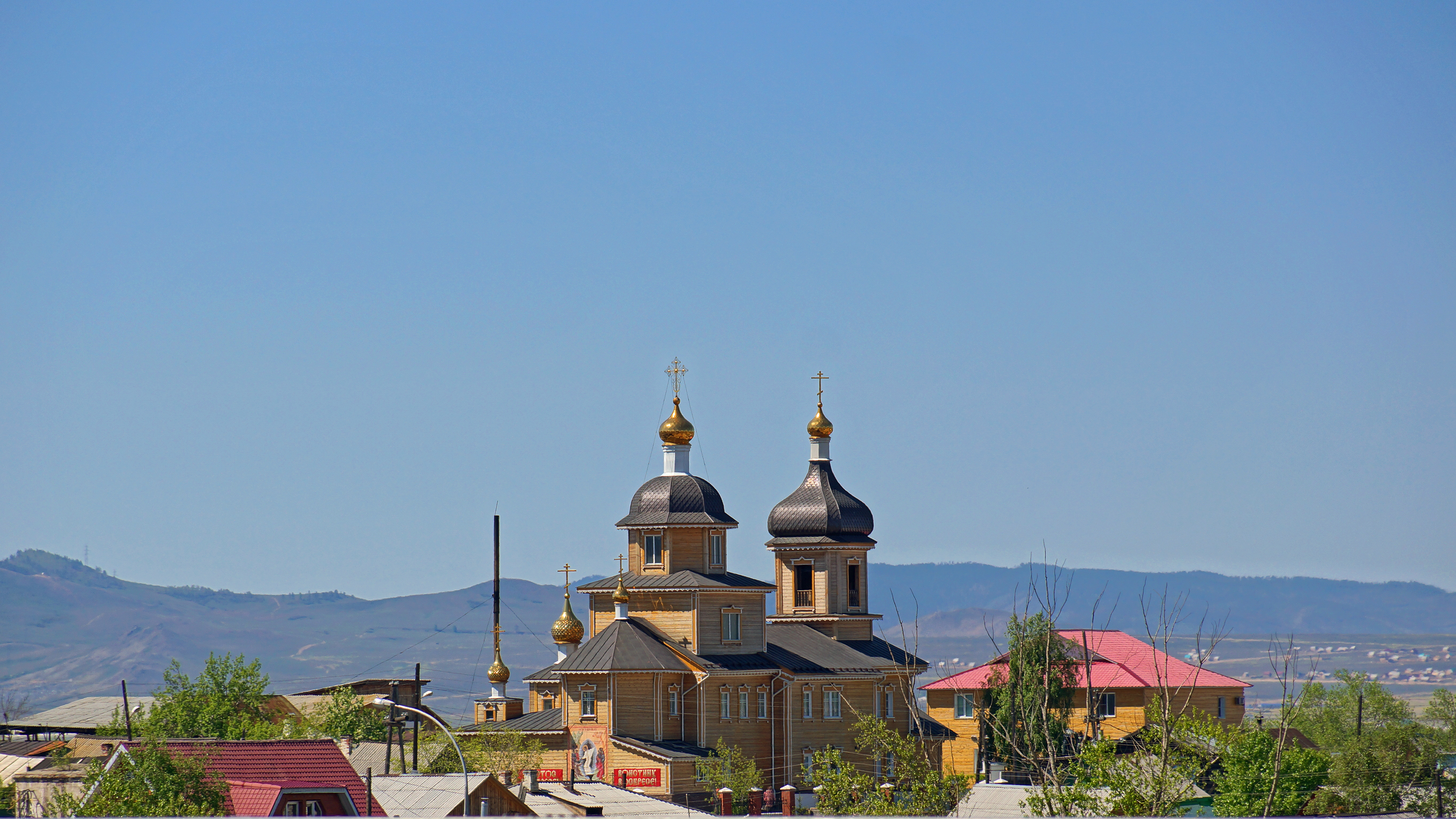
Вид после реконструкции 2010 г.
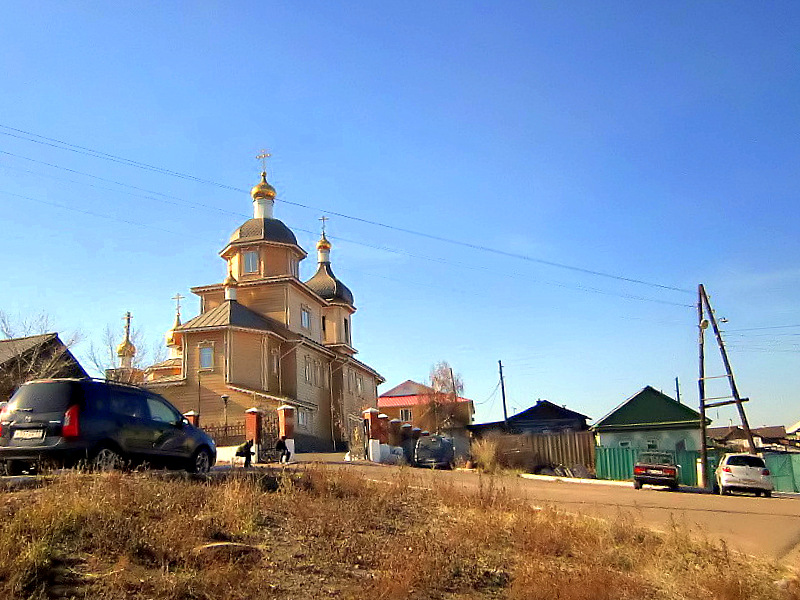
Заудинская слобода